# Instituto Max Planck de Fisiología Molecular de las Plantas
El Instituto Max Planck de Fisiología Molecular de las Plantas (en alemán: Max-Planck-Institut für molekulare Pflanzenphysiologie) es un instituto alemán de investigación en fisiología molecular de las plantas, con sede en el distrito de Golm, en Potsdam (Brandemburgo). Fundado el 1 de enero de 1994, el MPIMP (por sus siglas en inglés) se centra en el estudio de la dinámica del metabolismo vegetal y su relación con todo el sistema vegetal. La institución es uno de los 80 institutos de la Sociedad Max Planck (Max-Planck-Gesellschaft).

## Investigación
La misión del MPIP es estudiar la dinámica del metabolismo vegetal en el contexto del sistema vegetal en su conjunto. Dado que este sistema es más que una colección de genes y productos génicos, centran sus esfuerzos en comprender cómo los componentes individuales interactúan dinámicamente a lo largo del tiempo y en diferentes condiciones. Mediante la combinación de enfoques biológicos tradicionales con técnicas relevantes para la genómica funcional, el instituto está formando una visión holística de la estructura, función, dinámica y regulación de genomas, proteomas y metabolomas vegetales completos.

## Organización
En el MPIMP trabajan unas 360 personas, incluidos estudiantes. Actualmente trabajan en el instituto personas de más de 30 naciones. Más de la mitad de los empleados son mujeres. El instituto tiene tres directores, Caroline Gutjahr, Claudia Köhler y Ralph Bock, cada uno al frente de un departamento de investigación específico.

### Junta directiva
Además de los dedicados científicos que trabajan entre sus muros, destacadas personalidades de los círculos industrial, financiero, político y cultural forman su Patronato para reforzar y apoyar los vínculos entre nuestro instituto y la comunidad en general. Dicho consejo supervisa los asuntos del MPIMP, así como del vecino Instituto Max Planck de Coloides e Interfaces, también con sede en Golm. En febrero de 2014, los miembros del Consejo de Administración eran los siguientes:
- Ulrich Buller, vicepresidente sénior de planificación de investigación, Fraunhofer Gesellschaft
- Rolf Emmermann - Vicepresidente del Patronato de GeoForschungsZentrum Potsdam (GFZ)
- Detlev Ganten - Presidente del Consejo de Administración, Presidente del Consejo de Administración de la Charité - Universitätsmedizin Berlin
- Norbert Glante - Miembro del Parlamento Europeo
- Jann Jakobs, alcalde de la ciudad de Potsdam
- Wilhelm Krull - Secretario General de la Fundación Volkswagen
- Sabine Kunst - Ministra de Ciencia, Investigación y Cultura de Brandeburgo
- Wolfgang Plischke - Miembro del consejo de administración de Bayer AG
- Robert Seckler - Universidad de Potsdam

### Consejo Asesor Científico
Con el fin de promover y reforzar el conocimiento de la fisiología molecular de las plantas, el MPIMP ha colaborado con varios expertos de distintas universidades de todo el mundo.
- Ian Small (presidente del Consejo Asesor Científico, Centro de Excelencia ARC en Biología Energética Vegetal, Universidad de Australia Occidental, Perth, Australia )
- Eva-Mari Aro (Departamento de Bioquímica y Química de los Alimentos, Universidad de Turku, Finlandia )
- Julia Bailey-Serres (Departamento de Botánica y Centro de Biología de Células Vegetales, Universidad de California, Riverside, California )
- Christoph Benning (Departamento de Bioquímica y Biología Molecular, Universidad Estatal de Michigan, East Lansing, Michigan )
- Profesora Edda Klipp (Departamento de Biología, Humbold-Universität zu Berlin, Berlín )
- Profesor Albrecht E. Melchinger (Instituto de Fitomejoramiento, Ciencia de Semillas y Genética de Poblaciones, Universidad de Hohenheim, Stuttgart, Alemania )
- Stefan Schuster (Facultad de Biología y Farmacia, Universidad Friedrich Schiller de Jena, Alemania )
- Alison M. Smith (Centro John Innes, Departamento de Biología Metabólica, Parque de Investigación de Norwich, Norwich, Reino Unido )
- Francis-André Wollman (Instituto de Biología Fisicoquímica, Centro Nacional de Investigaciones Científicas, París )

## Departamentos

### Fisiología molecular
El Departamento de Fisiología Molecular se centra en el metabolismo en su sentido más amplio, utilizando principalmente la genética inversa para alterar las plantas y enfoques genómicos funcionales para analizar los efectos pleiotrópicos de estas alteraciones. Bajo la dirección de Lothar Willmitzer, Fisiología Molecular cuenta actualmente con siete grupos de investigación, cada uno de ellos con su correspondiente jefe entre paréntesis 
- Genes y moléculas pequeñas (Lothar Willmitzer)
- Metabolismo de aminoácidos y azufre (Rainer Hoefgen)
- Análisis del metaboloma aplicado (Joachim Kopka)
- Metabolismo central (Alisdair Fernie)
- Biología de sistemas experimentales (Patrick Giavilisco)
- Biología de sistemas y modelado matemático (Zoran Nikoloski)
- Metabolómica de sistemas (Dirk Steinhauser)

### Redes metabólicas
El Departamento de Redes Metabólicas estudia un amplio conjunto de procesos fisiológicos implicados en la orquestación del metabolismo fotosintético del carbono, la utilización del nitrógeno y el fosfato, el crecimiento y el almacenamiento. Se hará hincapié en la biología de sistemas y se utilizarán a menudo herramientas de genética directa e inversa. Bajo la dirección de Mark Stitt, el departamento cuenta actualmente con cuatro grupos de investigación: 
- Regulación del sistema (Mark Stitt)
- Transporte macromolecular intercelular (Fritz Kragler)
- Redes regulatorias (Marek Mutwil)
- Proteómica de plantas (Alexander Graf)

### Biología de orgánulos, biotecnología y ecofisiología molecular
El Departamento de Biología de Orgánulos, Biotecnología y Ecofisiología Molecular se centra en los orgánulos de las células vegetales ( plástidos y mitocondrias ), su fisiología y expresión genética, así como sus interacciones metabólicas y genéticas con el compartimento nucleocitosólico. Se desarrollan tecnologías transgénicas para genomas nucleares y organelares y se combinan con métodos bioquímicos y fisiológicos para dilucidar los mecanismos genéticos que regulan las vías metabólicas, el proceso de ensamblaje de los complejos proteicos de membrana y las relaciones estructura-función dentro de los complejos multiproteicos en las membranas transductoras de energía. La investigación aplicada del departamento aborda la gestión de la resistencia, la ingeniería metabólica y la producción de fármacos en plantas. Otros temas de investigación se refieren a los mecanismos de evolución del genoma en eucariotas y a los procesos genéticos y evolutivos que subyacen a la plasticidad fisiológica de las especies, poblaciones y ecosistemas vegetales. Bajo la dirección de Ralph Bock, el departamento cuenta actualmente con cuatro grupos de investigación: 
- Biología y biotecnología de los orgánulos (Ralph Bock)
- Biomineralización de algas (André Scheffel)
- Genética citoplasmática y evolutiva ( Stephan Greiner )
- Investigación sobre la fotosíntesis (Mark Aurel Schöttler)